# Telegrama

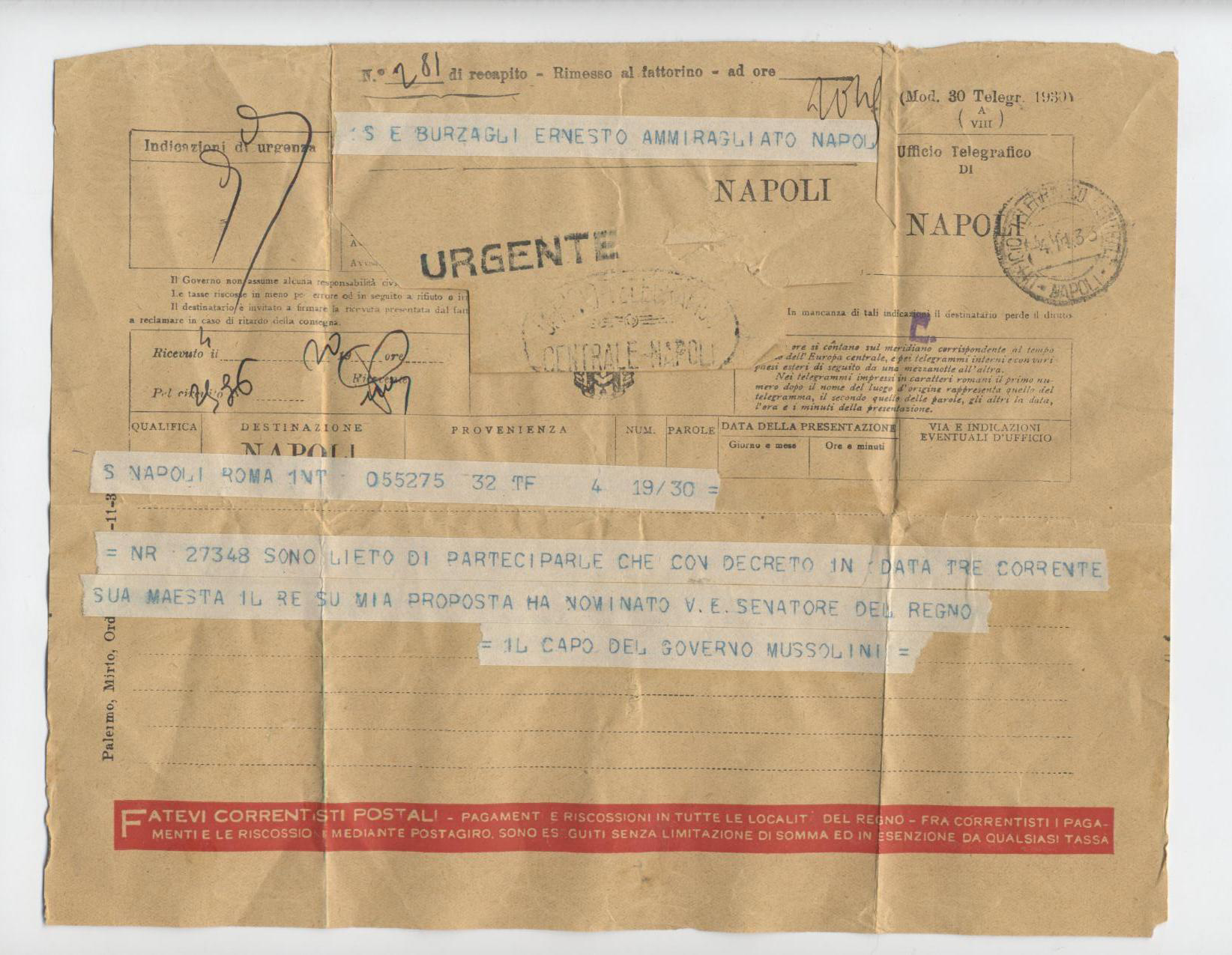
Model de telegrama molt estès a Itàlia als anys trenta

Un telegrama és un missatge enviat per telègraf. És un sistema de comunicació inventat al segle XIX Tot i que ha estat tecnològicament superat per altres mitjans, encara s'utilitza esporàdicament. El terme indica el text transmès per telègraf i, per metonímia, el mateix full en què està escrit el missatge.

## Història

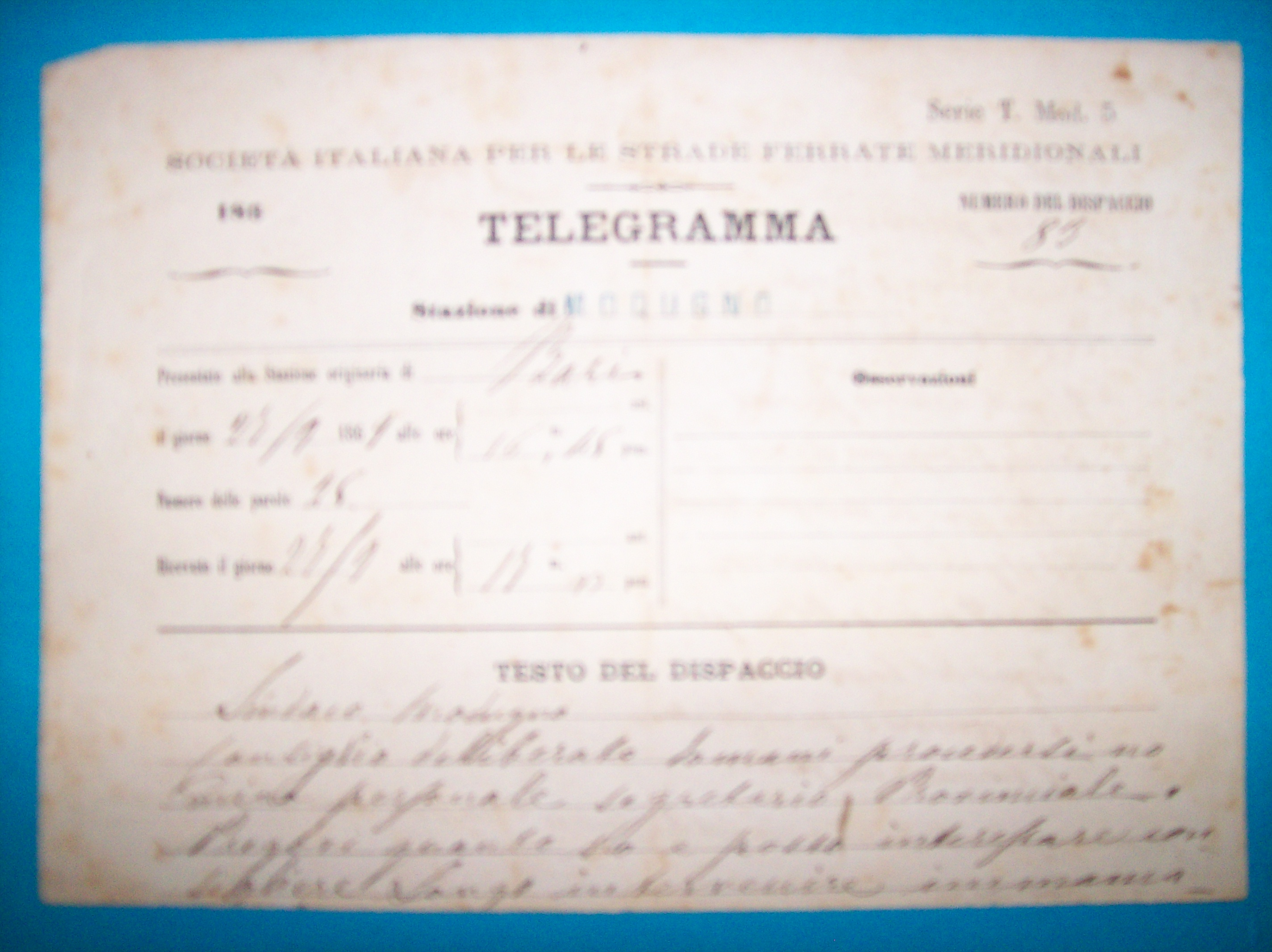
Primer telegrama italià de 1869 de Bari a Modugno

El primer telegrama va ser enviat per Samuel Morse el 24 de maig de 1844, abastant la distància de Washington a Baltimore. El missatge contenia una cita bíblica del llibre dels Nombres: Què ha fet Déu! ("El que Déu va crear!").
Molt utilitzat per transmetre ràpidament missatges de text breus, a partir de la Segona Guerra Mundial va perdre rellevància a causa de la difusió generalitzada del telèfon a la dècada dels 50 i l'aparició de noves formes de comunicació (tèlex i fax). Amb l'ús generalitzat del correu electrònic, el telegrama ha quedat definitivament obsolet, llevat d'alguns casos poc freqüents al món: per exemple a Itàlia encara s'envien 12 milions i mig a l'any el 2010 per enviar el condol a les famílies dels difunts o a amics i familiars o per enviar missatges de felicitació per a esdeveniments com casaments, naixements i similars. El 2018 i el 2017 Poste Italiane van guanyar 38 i 41 milions d'euros amb aquest servei. Tot i comptar amb el suport de sistemes tecnològicament més avançats, el telegrama és encara avui el mitjà de comunicació oficial al Parlament de la República Italiana pel que fa a les convocatòries de diputats i senadors i altres comunicacions.
Una característica dels textos de telegrames és l'ús de paraules equivalents en llatí per evitar malentesos: et, aut i est en comptes de "i", "o" i "è". Així mateix, la paraula anglesa stop també s'utilitza per indicar el punt.
El 2006 Western Union va anunciar la finalització dels telegrames. El 21 de juny de 2013, l'Índia va retirar el telègraf després de 160 anys.

## Radiotelegrama

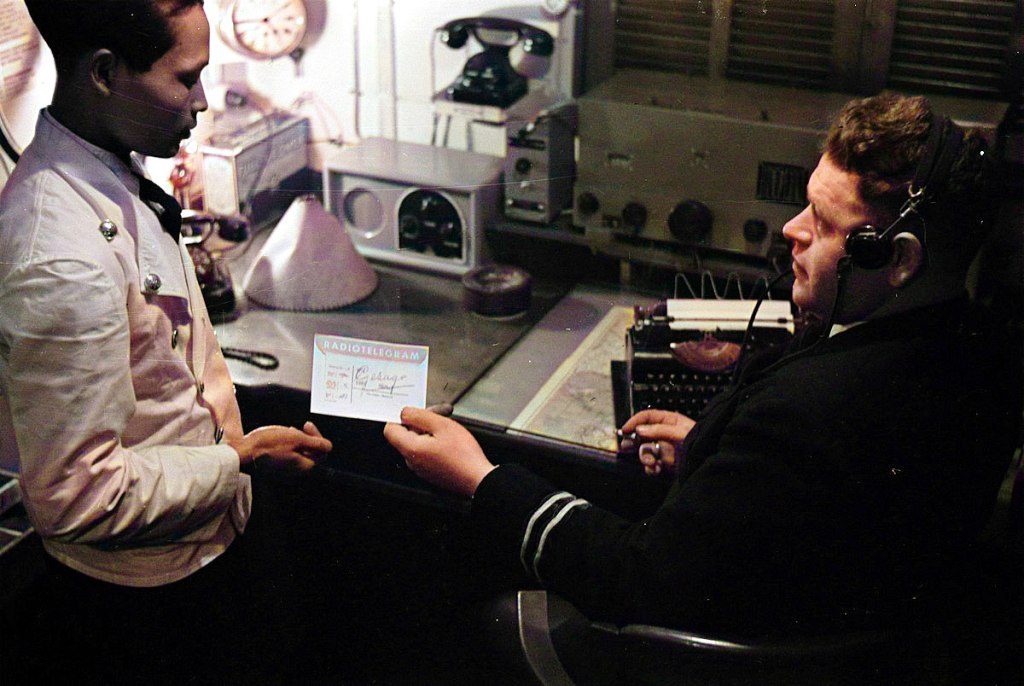
Lliurament d'un radiotelegrama.

Un radiotelegrama (o radiograma) és una forma de telegrama enviat o rebut per ones de ràdio (telegrafia sense fil), cap a o des d'una estació mòbil o fixa. ; vegeu també el diagrama de cables. A la pel·lícula Good Morning England (The Boat That Rocked in VO), tots els animadors estan connectats al continent per un cable d'aquest tipus.
Com els cables i els primers telegrames els missatges " ràdio »En general es codificaven comercials, militars o administratius tant per motius de confidencialitat com per reduir el cost de la transmissió. Els blocs, com YGFA o 297MT, tenien així un significat preestablert.

## Telegrames famosos

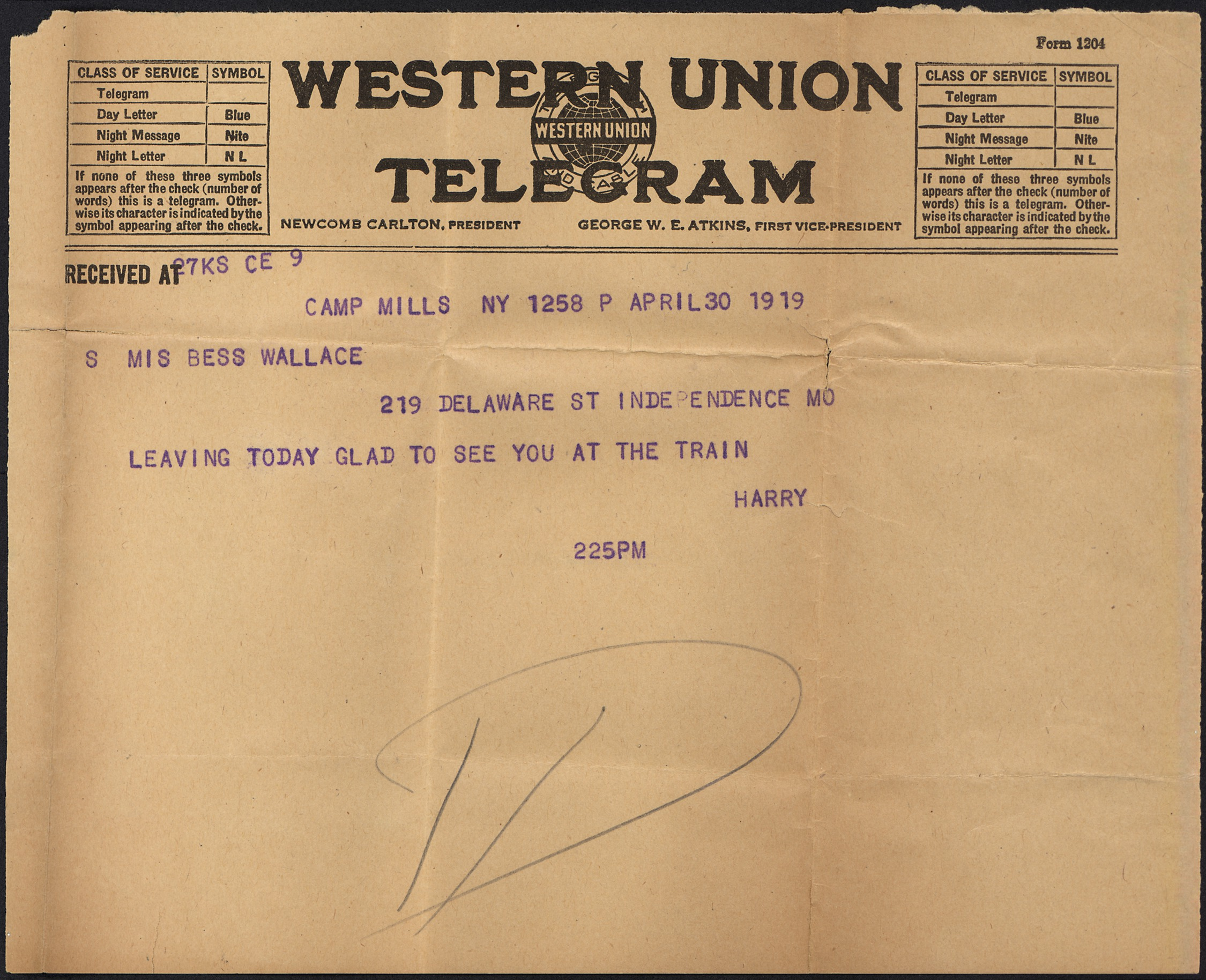
Telegrama de Western Union de Harry S. Truman enviat a la seva promesa Bess Wallace el 1919.

- Telegrama de Panizardi, és una petició codificada vinculada a l'Afer Dreyfus i desxifrada per l'equip de xifratge del Quai d'Orsay.
- Telegrama Zimmermann, enviat pel ministre d'Afers Exteriors de l'Imperi alemany, Arthur Zimmermann, el dia 16 de gener de 1917, a l'ambaixador alemany a Mèxic, Heinrich von Eckardt. Estava encarregant a l'ambaixador de posar-se en contacte amb el govern mexicà i proposar una aliança contra els Estats Units. Va ser interceptat pels britànics i el seu contingut va accelerar l'entrada a la guerra dels Estats Units.
- Telegrama Riegner, enviat per Gerhart Riegner, advocat alemany exiliat a Suïssa i representant del Congrés Jueu Mundial al país, el 8 d'agost de 1942, al Ministeri d'Afers Exteriors britànic i al Departament d'Estat dels Estats Units, per advertir-los del pla nazi d'exterminar els jueus.

## Declivi
L'èxit del telegrama ha estat ofuscat pel télex, el fax, la difusió del telèfon i el correu electrònic (en aquest ordre). Encara sobreviu en alguns països, per exemple als Estats Units, però no per Western Union que va deixar aquest servei el 27 de gener de 2006; s'havien enviat 21.000 telegrames el 2005 contra 200 milions el 1929.
A França, Orange va oferir un servei anomenat "telegrama“ fins al 2018, però ja no era un missatge transmès mitjançant el telègraf; el missatge s'enviava per telèfon o per correu ordinari sense garantia de lliurament en terminis fixats. El servei es va tancar a França el 30 d'abril de 2018 a les 23 h 59 m, sent enviat l'últim telegrama a les 21 h 5 m.
A Bèlgica, Proximus, que tenia el monopoli dels telegrames, va aturar aquest servei el 29 de desembre de 2017.
A Suïssa, Swisscom, el successor de PTT (Post, Telegraph, Telecom), va aturar el trànsit de telegrames el 2001.